# General Câmara
General Câmara es un municipio brasileño del estado de Rio Grande do Sul.
Se encuentra ubicado a una latitud de 29º54'18" Sur y una longitud de 51º45'37" Oeste, estando a una altitud de 35 metros sobre el nivel del mar. Su población estimada para el año 2004 era de 8.655 habitantes.
Ocupa una superficie de 494,23 km².
- Datos: Q1754588
- Multimedia: General Câmara / Q1754588